# Delphinium parryi
Delphinium parryi är en ranunkelväxtart. Delphinium parryi ingår i släktet storriddarsporrar, och familjen ranunkelväxter.

## Underarter
Arten delas in i följande underarter:
- D. p. blochmaniae
- D. p. eastwoodiae
- D. p. maritimum
- D. p. parryi
- D. p. purpureum